# Stictonanus exiguus
Stictonanus exiguus là một loài nhện trong họ Linyphiidae. Loài này được phát hiện ở Chile.